# Nati nel 1956/Marzo
| Questa pagina contiene informazioni ricavate automaticamente dalle voci biografiche con l'ausilio del template Bio e di un bot. L'aggiornamento è periodico e automatico e ricostruisce completamente la pagina. Se manca una persona in questa lista, sei pregato di non aggiungerla, ma accertati piuttosto che la sua voce biografica contenga il template Bio e che i dati anagrafici siano correttamente compilati. Se il template Bio manca, inseriscilo tu stesso o, in alternativa, metti l'avviso {{tmp\|Bio}} che ne segnala la mancanza. Se i dati riportati sono sbagliati, correggi direttamente la voce biografica; le modifiche saranno visibili in questa lista entro pochi giorni. Per chiarimenti vedi il progetto biografie. La lista contiene solo le 274 persone che sono citate nell'enciclopedia e per le quali è stato implementato correttamente il template Bio. Pagina aggiornata al 18 ago 2025. |

- 1º marzo - Franco Anselmi, terrorista italiano († 1978)
- 1º marzo - Annarosa Buttarelli, filosofa italiana
- 1º marzo - Tim Daly, attore, doppiatore e produttore cinematografico statunitense
- 1º marzo - Dalia Grybauskaitė, politica lituana
- 1º marzo - Mandy Niklaus, ex schermitrice tedesca
- 1º marzo - Mark Todd, cavaliere neozelandese
- 1º marzo - Jan Van der Roost, compositore belga
- 1º marzo - Ken'ichi Yajima, attore giapponese
- 2 marzo - Mark Evans, bassista australiano
- 2 marzo - Olli Isoaho, ex calciatore finlandese
- 2 marzo - Arjen Lenstra, matematico olandese
- 2 marzo - Carlo Mazzacurati, regista, sceneggiatore e attore italiano († 2014)
- 2 marzo - Lucio Nobile, allenatore di calcio e ex calciatore italiano
- 2 marzo - Orio Palmer, vigile del fuoco statunitense († 2001)
- 2 marzo - Gary Pearce, ex rugbista a 15 britannico
- 2 marzo - Eduardo Rodríguez Veltzé, politico boliviano
- 3 marzo - Zbigniew Boniek, dirigente sportivo, allenatore di calcio e ex calciatore polacco
- 3 marzo - Manuel Bosch, ex cestista spagnolo
- 3 marzo - José María García-Aranda, ex arbitro di calcio spagnolo
- 3 marzo - Paolo Micioni, disc jockey, produttore discografico e direttore artistico italiano
- 3 marzo - Marian Millen, ex cestista inglese
- 3 marzo - Francesco Paolantoni, attore, comico e commediografo italiano
- 3 marzo - Gunter Pauli, imprenditore belga
- 4 marzo - Sanžaagijn Bajar, politico mongolo
- 4 marzo - Carlos Roberto Gallo, ex calciatore brasiliano
- 4 marzo - Philippe Mahut, calciatore francese († 2014)
- 4 marzo - Marco Palumbo, ex cestista italiano
- 4 marzo - Tamás Sulyok, avvocato, politico e docente ungherese
- 4 marzo - Péter Takács, ex schermidore ungherese
- 5 marzo - Adriana Barraza, attrice messicana
- 5 marzo - Marco Braghero, allenatore di pallacanestro italiano
- 5 marzo - Leopoldo Capurso, allenatore di calcio a 5 italiano
- 5 marzo - Giorgio Lisi, politico italiano
- 5 marzo - Teena Marie, cantautrice statunitense († 2010)
- 5 marzo - Pedro Daniel Martínez Perea, vescovo cattolico argentino
- 5 marzo - Delbar Nazari, politica, insegnante e funzionaria afghana († 2024)
- 5 marzo - Donato Oliverio, vescovo cattolico italiano
- 5 marzo - Marco Paolini, drammaturgo, regista e attore italiano
- 5 marzo - Federico Piran, rugbista a 15 e allenatore di rugby a 15 italiano († 2013)
- 5 marzo - Šamil' Serikov, lottatore sovietico († 1989)
- 6 marzo - Stig Fredriksson, ex calciatore svedese
- 6 marzo - Fabio Gaggini, avvocato e dirigente sportivo svizzero
- 6 marzo - Piotr Hofmański, giudice polacco
- 6 marzo - Beppe Mecconi, pittore, scrittore e regista teatrale italiano
- 6 marzo - Jorge Nisco, regista cinematografico argentino
- 6 marzo - Jan Norback, ex tennista svedese
- 6 marzo - Franco Pistoni, attore, regista teatrale e poeta italiano
- 6 marzo - Vladimir Valerianovič Pribylovskij, giornalista e storico russo († 2016)
- 6 marzo - Ullrich Sierau, politico tedesco
- 6 marzo - Harry Smart, poeta britannico
- 6 marzo - László Trócsányi, diplomatico e politico ungherese
- 7 marzo - Brian Baird, politico statunitense
- 7 marzo - Bryan Cranston, attore, regista e produttore televisivo statunitense
- 7 marzo - Andrea Levy, scrittrice britannica († 2019)
- 7 marzo - Giuseppe Ponzoni, ex cestista italiano
- 7 marzo - Elio Presazzi, allenatore di sci alpino e ex sciatore alpino italiano
- 7 marzo - Quique Ramos, ex calciatore spagnolo
- 8 marzo - Basil Bhuriya, vescovo cattolico indiano († 2021)
- 8 marzo - Juan Bujedo, ex calciatore argentino
- 8 marzo - Laurie Cunningham, calciatore inglese († 1989)
- 8 marzo - John Kapelos, attore canadese
- 8 marzo - David Malpass, economista, politico e funzionario statunitense
- 9 marzo - Arturo Brizio Carter, ex arbitro di calcio messicano
- 9 marzo - Chen Baoguo, attore cinese
- 9 marzo - Alejandro Giammattei, politico guatemalteco
- 9 marzo - Anna Kozmanová, ex cestista cecoslovacca
- 9 marzo - Sergej Larin, tenore russo († 2008)
- 9 marzo - Christian Levavasseur, ex ciclista su strada francese
- 9 marzo - Florence Maire, ex cestista francese
- 9 marzo - Enrique Martín Monreal, allenatore di calcio e ex calciatore spagnolo
- 9 marzo - György Nébald, ex schermidore ungherese
- 9 marzo - Tadeusz Płoski, vescovo cattolico polacco († 2010)
- 9 marzo - Keith Simpson, ex giocatore di football americano statunitense
- 9 marzo - Juan Torales, ex calciatore paraguaiano
- 10 marzo - Gregory Scott Cummins, attore statunitense
- 10 marzo - Lesley Dunlop, attrice britannica
- 10 marzo - Stella Kyriakidou, politica cipriota
- 10 marzo - Helmut Lang, stilista e scultore austriaco
- 10 marzo - Mitchell Lichtenstein, attore, sceneggiatore e regista statunitense
- 10 marzo - Larry Myricks, ex lunghista statunitense
- 10 marzo - Tatjana Pavlić, ex cestista jugoslava
- 10 marzo - Henry Smith, ex calciatore scozzese
- 11 marzo - Willie Banks, ex triplista statunitense
- 11 marzo - Curtis Brown, ex astronauta statunitense
- 11 marzo - Txema Foronda, pilota di rally spagnolo
- 11 marzo - Daniel Francovig, ex calciatore uruguaiano
- 11 marzo - Ivo Iaconi, allenatore di calcio e ex calciatore italiano
- 11 marzo - Theodoros Kontidis, arcivescovo cattolico e religioso greco
- 11 marzo - Gregorio Manzano, allenatore di calcio spagnolo
- 11 marzo - Sofía Morfín, ex cestista messicana
- 11 marzo - Rob Paulsen, attore e doppiatore statunitense
- 12 marzo - Ove Aunli, ex fondista norvegese
- 12 marzo - Stanisław Bobak, saltatore con gli sci polacco († 2010)
- 12 marzo - Ermes Colombini, astronomo italiano
- 12 marzo - Malika Domrane, cantante algerina
- 12 marzo - Jost Gippert, linguista tedesco
- 12 marzo - Steve Harris, bassista, compositore e produttore discografico britannico
- 12 marzo - László Kiss, allenatore di calcio e ex calciatore ungherese
- 12 marzo - Ilana Kloss, ex tennista sudafricana
- 12 marzo - Fritz Koch, ex combinatista nordico e saltatore con gli sci austriaco
- 12 marzo - Nadia Lippi, attrice e conduttrice televisiva brasiliana
- 12 marzo - Lesley Manville, attrice britannica
- 12 marzo - Ruth Ozeki, scrittrice e regista statunitense
- 12 marzo - Edoardo Pecar, illusionista italiano
- 12 marzo - Pia Pera, scrittrice, saggista e traduttrice italiana († 2016)
- 12 marzo - Vincenzo Romano, ex calciatore italiano
- 12 marzo - Guy Speranza, cantante statunitense († 2003)
- 12 marzo - Pim Verbeek, allenatore di calcio e calciatore olandese († 2019)
- 13 marzo - Cristín Cibils, ex calciatore paraguaiano
- 13 marzo - Dana Delany, attrice statunitense
- 13 marzo - Jamie Dimon, imprenditore statunitense
- 13 marzo - Ole Dyrstad, ex calciatore norvegese
- 13 marzo - Jean Soldini, filosofo, storico dell'arte e poeta svizzero
- 14 marzo - Paolo De Chiesa, giornalista e ex sciatore alpino italiano
- 14 marzo - Johnny Dusbaba, ex calciatore olandese
- 14 marzo - Giancarlo Leone, giornalista, dirigente d'azienda e autore televisivo italiano
- 14 marzo - Sean Mathias, regista, scrittore e attore gallese
- 14 marzo - Tessa Sanderson, ex giavellottista britannica
- 14 marzo - Tish Murtha, fotografa inglese († 2013)
- 15 marzo - Pierluigi Cerveglieri, fumettista italiano
- 15 marzo - Gert Frank, pistard e ciclista su strada danese († 2019)
- 15 marzo - Valentin Hristov, ex sollevatore bulgaro
- 15 marzo - Ivan Jurišić, ex calciatore jugoslavo
- 15 marzo - Clay Matthews Jr., allenatore di football americano statunitense
- 15 marzo - Frank Mavius, sollevatore tedesco
- 15 marzo - Mr. Magic, disc jockey statunitense († 2009)
- 15 marzo - Marin Radu, ex calciatore rumeno
- 15 marzo - Sito Rivera, allenatore di calcio a 5 spagnolo
- 15 marzo - Marco Serafini, regista e sceneggiatore lussemburghese
- 15 marzo - Eter Tataraidze, poetessa, etnografa e filologa georgiana
- 15 marzo - Janet Thompson, ex danzatrice su ghiaccio britannica
- 15 marzo - Zoltán Verrasztó, ex nuotatore ungherese
- 15 marzo - Riccardo Villari, medico e politico italiano
- 15 marzo - Gilberto Yearwood, allenatore di calcio e ex calciatore honduregno
- 16 marzo - Antonio Di Bella, giornalista e conduttore televisivo italiano
- 16 marzo - Ozzie Newsome, giocatore di football americano statunitense
- 16 marzo - Stefano Onofri, attore e doppiatore italiano
- 16 marzo - Clifton Powell, attore statunitense
- 16 marzo - Alf Segersäll, ex ciclista su strada svedese
- 16 marzo - Yoriko Shōno, scrittrice giapponese
- 16 marzo - Pierre Vermeulen, ex calciatore olandese
- 16 marzo - Eveline Widmer-Schlumpf, politica e avvocata svizzera
- 17 marzo - Marina Arcangeli, cantante italiana
- 17 marzo - Martine Couttet, ex sciatrice alpina francese
- 17 marzo - Paolo Di Giannantonio, giornalista e conduttore televisivo italiano
- 17 marzo - Luca Francesconi, compositore e direttore d'orchestra italiano
- 17 marzo - John Gardiner, barone Gardiner di Kimble, politico britannico
- 17 marzo - Patti Hansen, modella e attrice statunitense
- 17 marzo - András Hargitay, ex nuotatore ungherese
- 17 marzo - Patrick McDonnell, fumettista e illustratore statunitense
- 17 marzo - Frank McGarvey, calciatore scozzese († 2023)
- 17 marzo - Fulvio Muzio, musicista, compositore e medico italiano
- 17 marzo - Jürgen Pahl, ex calciatore tedesco
- 17 marzo - Paul van der Sterren, scacchista olandese
- 17 marzo - Peppe Vessicchio, direttore d'orchestra, arrangiatore e personaggio televisivo italiano
- 18 marzo - Alfredo Antoniozzi, politico italiano
- 18 marzo - Józef Guzdek, arcivescovo cattolico polacco
- 18 marzo - Rick Martel, ex wrestler canadese
- 18 marzo - Allan Olsen, cantautore danese
- 18 marzo - Flavio Pelliccioni, ex velista sammarinese
- 18 marzo - Roberto Robaina, politico e pittore cubano
- 18 marzo - Bobby Steele, chitarrista statunitense
- 18 marzo - Ingemar Stenmark, ex sciatore alpino svedese
- 18 marzo - Roger Wehrli, allenatore di calcio e ex calciatore svizzero
- 18 marzo - Alex Wolf, ex bobbista italiano
- 19 marzo - Renato Ancorotti, imprenditore e politico italiano
- 19 marzo - Alina Fernández, attivista cubana
- 19 marzo - Egor Timurovič Gajdar, economista, politico e scrittore russo († 2009)
- 19 marzo - Chris O'Neil, ex tennista australiana
- 20 marzo - Suzy Amakane, illustratore e fumettista giapponese
- 20 marzo - Catherine Ashton, politica britannica
- 20 marzo - Corrado Bonomi, artista italiano
- 20 marzo - Sarah Felder, ex slittinista italiana
- 20 marzo - Bruce Manson, ex tennista statunitense
- 20 marzo - Sandra Neilson, ex nuotatrice statunitense
- 20 marzo - Naoto Takenaka, attore, regista e cantante giapponese
- 20 marzo - Phil Walker, ex cestista statunitense
- 20 marzo - Krystyna Zagórska, ex cestista polacca
- 21 marzo - Joseph Charles Bambera, vescovo cattolico statunitense
- 21 marzo - Denise Di Novi, produttrice cinematografica, produttrice televisiva e regista statunitense
- 21 marzo - Augusto Grandi, giornalista e scrittore italiano
- 21 marzo - Richard H. Kirk, musicista britannico († 2021)
- 21 marzo - Ingrid Kristiansen, ex mezzofondista e maratoneta norvegese
- 21 marzo - Víctor Púa, allenatore di calcio e ex calciatore uruguaiano
- 21 marzo - Kevin Weeks, mafioso e collaboratore di giustizia statunitense
- 22 marzo - Giuseppe Altamore, giornalista e scrittore italiano
- 22 marzo - María Teresa Mestre, sovrana cubana
- 22 marzo - Vincenzo Pedicone, ex sollevatore italiano
- 22 marzo - Colwyn Rowe, allenatore di calcio e ex calciatore inglese
- 22 marzo - Peter Sharne, ex calciatore australiano
- 22 marzo - Bruno Vallepiano, scrittore, giornalista e sceneggiatore italiano
- 23 marzo - José Barroso, politico portoghese
- 23 marzo - Talat Bulut, attore e doppiatore turco
- 23 marzo - Rita Giaretta, religiosa italiana
- 23 marzo - Julia Glass, scrittrice statunitense
- 23 marzo - Serena Grandi, attrice e personaggio televisivo italiana
- 23 marzo - Jeff Judkins, ex cestista e allenatore di pallacanestro statunitense
- 23 marzo - Herbert Knaup, attore tedesco
- 23 marzo - Marcelo Méndez, ex schermidore argentino
- 23 marzo - Steven Saylor, scrittore statunitense
- 23 marzo - Aleksej Uljukaev, politico e economista russo
- 23 marzo - Jeremy Wade, biologo e personaggio televisivo inglese
- 23 marzo - Graham Watson, politico britannico
- 24 marzo - Steve Abbott, attore, personaggio televisivo e scrittore australiano
- 24 marzo - Steve Ballmer, imprenditore e informatico statunitense
- 24 marzo - Włodzimierz Ciołek, ex calciatore polacco
- 24 marzo - Nico Colonna, editore e direttore artistico italiano
- 24 marzo - Sonia Lannaman, ex velocista britannica
- 24 marzo - Mike Phillips, cestista statunitense († 2015)
- 24 marzo - Gary Plumley, ex calciatore inglese
- 24 marzo - Peter Shumlin, politico statunitense
- 24 marzo - Tommaso Ticali, allenatore di atletica leggera italiano
- 25 marzo - Gilbert Doucet, rugbista a 15 e allenatore di rugby a 15 francese († 2020)
- 25 marzo - Anna Teresa Formisano, politica italiana
- 25 marzo - Matthew Garber, attore britannico († 1977)
- 25 marzo - Aleksandr Kočiev, scacchista russo
- 25 marzo - Federico Rampini, giornalista e saggista italiano
- 26 marzo - John Bachtell, politico, sindacalista e attivista statunitense
- 26 marzo - Dave Batton, ex cestista statunitense
- 26 marzo - Gary Hudson, attore canadese
- 26 marzo - Milan Jelić, economista, politico e dirigente sportivo bosniaco († 2007)
- 26 marzo - Ivica Kalinić, allenatore di calcio e ex calciatore croato
- 26 marzo - Tetjana Kočerhina, ex pallamanista sovietica
- 26 marzo - Terry Ronald LaValley, vescovo cattolico statunitense
- 26 marzo - Alain Lorieux, ex rugbista a 15 francese
- 26 marzo - Charly McClain, cantante statunitense
- 26 marzo - Park Won-soon, politico sudcoreano († 2020)
- 26 marzo - Daniela Viberti, ex sciatrice alpina italiana
- 26 marzo - Filiberto Zaratti, politico italiano
- 27 marzo - Cornelius Boza-Edwards, ex pugile e allenatore di pugilato ugandese
- 27 marzo - Remo Breda, dirigente sportivo e attivista italiano
- 27 marzo - Fulvio Bussalino, ex calciatore italiano
- 27 marzo - Dave Debol, allenatore di hockey su ghiaccio e ex hockeista su ghiaccio statunitense
- 27 marzo - Michael Harney, attore statunitense
- 27 marzo - Béla Oláh, ex sollevatore ungherese
- 27 marzo - Aleksandr Rogov, canoista sovietico († 2004)
- 27 marzo - Jiří Škoda, ex ciclista su strada ceco
- 27 marzo - Nora Volkow, psichiatra messicana
- 27 marzo - Thomas Wassberg, ex fondista svedese
- 28 marzo - Antonio Bruschini, saggista, critico cinematografico e storico del cinema italiano († 2011)
- 28 marzo - Mario van der Ende, ex arbitro di calcio olandese
- 28 marzo - Jean-Louis Guignabodet, pilota motociclistico francese
- 28 marzo - Evelin Jahl, ex discobola tedesca
- 28 marzo - Luis María Lasúrtegui, ex canottiere spagnolo
- 28 marzo - Heddie Nieuwdorp, ex ciclista su strada olandese
- 28 marzo - Zizi Possi, cantante e blogger brasiliana
- 28 marzo - Corrado Taranto, attore italiano
- 28 marzo - Fiona Watt, biologa britannica
- 29 marzo - Diana Conti, politica, avvocata e psicologa argentina († 2024)
- 29 marzo - Ferenc Csongrádi, allenatore di calcio e ex calciatore ungherese
- 29 marzo - Hisashi Eguchi, fumettista giapponese
- 29 marzo - Mary Gentle, scrittrice britannica
- 29 marzo - Dick Jol, ex arbitro di calcio olandese
- 29 marzo - Keith McDaniel, danzatore statunitense († 1995)
- 29 marzo - Kurt Thomas, ginnasta statunitense († 2020)
- 29 marzo - Cesare Vitale, allenatore di calcio e ex calciatore italiano
- 30 marzo - Frank Baum, allenatore di calcio e ex calciatore tedesco orientale
- 30 marzo - Vladimir Denissenkov, fisarmonicista e compositore russo
- 30 marzo - Christian Duguay, regista canadese
- 30 marzo - Teresa Font, montatrice spagnola
- 30 marzo - Ireneusz Mulak, ex cestista polacco
- 30 marzo - Juanito Oiarzabal, alpinista e scrittore spagnolo
- 30 marzo - Paul Reiser, comico, attore e scrittore statunitense
- 30 marzo - Shahla Sherkat, giornalista e scrittrice iraniana
- 31 marzo - József Andrusch, ex calciatore ungherese
- 31 marzo - Kevin Cogan, ex pilota automobilistico statunitense
- 31 marzo - Pierre Debergé, presbitero francese
- 31 marzo - Luca Doninelli, scrittore, giornalista e drammaturgo italiano
- 31 marzo - Roberta Greganti, doppiatrice e direttrice del doppiaggio italiana
- 31 marzo - Ingra Manecke, ex discobola tedesca
- 31 marzo - John Morgan, avvocato, giurista e politico statunitense
- 31 marzo - Lajos Májer, calciatore ungherese († 1998)
- 31 marzo - Bruce Sinofsky, regista, produttore cinematografico e montatore statunitense († 2015)
- 31 marzo - Tibor Végh, ex calciatore ungherese